# Tlogoadi
Tlogoadi is een bestuurslaag in het regentschap Sleman van de provincie Jogjakarta, Indonesië. Tlogoadi telt 11.884 inwoners (volkstelling 2010).